# Хокейна ліга Прерій
Хокейна Ліга Прерій (англ. Prairie Hockey League - PHL) була канадською професійною лігою з хокею із шайбою в провінціях Альберта і Саскачеван, яку було створено після падіння Західної Хокейної Ліги в 1926 році. Засновник ліги Волтер Е. Сіборн. «Ліга Прерій» проіснувала протягом двох сезонів і аж через 45 років (в 1971 році) її було відроджено, але, зову ж таки, не провівши й повного сезону її було закрито в 1972 році.

## Команди учасники ліги
- Калгарі Тайгерс (Calgary Tigers) — 1926—1927
- Едмонтон Ескімос (Edmonton Eskimos) — 1926—1927
- Мус Джо Варріорс (Moose Jaw Warriors) — 1926—1927, Мус Джо Маронс (Moose Jaw Maroons) — 1927—1928
- Реджайна Кепіталс (Regina Capitals) — 1926—1928
- Саскатун Шейхс (Saskatoon Sheiks) — 1926—1928

- Едмонтон Монархс (Edmonton Monarchs) — 1971—1972
- Саскатун Квакерс (Saskatoon Quakers) — 1971—1972
- Йорктон Тер'єрс (Yorkton Terriers) — 1971—1972
- Калгарі Стемпедерс (Calgary Stampeders) — 1971—1972
- Реджайна Кепіталс (Regina Capitals) — 1971—1972

## Сезони

### Сезон 1926—1927
У регулярному чемпіонаті грали п'ять команд. Переможцем став «Калгарі Тайгерс», друге місце зайняв «Саскатун Шейхс». У першій грі плей-оф між ними перемогу з рахунком 2:1 здобула команда «Калгарі Тайгерс». Їхні суперники відмовилися продовжувати серію через скарги на суддівство. Калгарі отримав трофей за замовчуванням.

### Сезон 1927—1928
У наступному сезоні через відмову «Калгарі Тайгерс» і «Едмонтон Ескімос» у турнірі взяли участь тільки три команди. За умовами у плей-оф мали брати участь переможці обох половин чемпіонату. Але оскільки переможцем обох половин став «Калгарі Тайгерс», то ігри не відбулися.

### Сезон 1971—1972
У відродженому аматорському чемпіонаті взяли участь п'ять команд. «Калгарі Стемпедерс» знявся по ходу чемпіонату. Сезон не був завершений.